# Спавенто, Джорджо
Джорджо Спавенто (итал. Giorgio Spavento; ок. 1440 — 17 апреля 1509) — архитектор и инженер эпохи итальянского Возрождения венецианской школы. Вероятно, уроженец района озера Комо, Ломбардия: «комаск» — так называли умелых мастеров из этого ломбардского региона, близкого Тичино, италоязычному Тессинскому кантону Швейцарии, родине многих выдающихся строителей, каменщиков, скульпторов и архитекторов.
Джорджо родился около 1440 года в семье марангона (плотника) Пьетро Спавенто, от которого он научился основам ремесла плотника и каменщика, прежде чем стать талантливым архитектором и инженером. Eго имя впервые упоминается в документах в 1486 году, когда он был назначен «прото прокурации Сан-Марко» (proto della Procuratia di S. Marco), то есть архитектором-консультантом и управляющим строительными работами собора Святого Марка. Таким образом, он отвечал за строительство большинства общественных зданий вокруг площади Сан-Марко. Он начал строительство Капеллы Сан-Теодоро, посвящённой первому небесному защитнику Венеции и расположенной за (в то время церковью) Сан-Марко.
Джорджо Спавенто проектировал сакристию собора Святого Марка. Он сделал модель, так и не изготовленную, для новой (вместо разрушенной молнией) колокольни Сан-Марко. Его главная работа — церковь Сан-Сальвадор, завершённая Туллио Ломбардо и Джузеппе Сарди. Основное строительство велось между 1507 и 1534 годами.